# Nationalpark Bundala
Der Nationalpark Bundala ist ein Schutzgebiet an der Südküste Sri Lankas. Es wurde 1969 ausgewiesen und ist 62,16 km² groß. Die Tsunamis in Folge des Erdbebens im Indischen Ozean 2004 zerstörten Teile des Areals. Die natürliche Vegetation des Parks half jedoch auch beim Schutz der Küsten.

## Flora und Fauna
Der Nationalpark Bundala ist die Heimat von 32 Säugetierarten, von denen 5 Arten vom Aussterben bedroht sind. Im Nationalpark können unter anderem Wildschweine, Mungos, Languren, Zibetkatzen, Schildkröten, Krokodile und Rieseneichhörnchen aufgespürt werden. Außerdem lebt eine Elefantenherde (je nach Saison 25 bis 60 Tiere) im Nationalpark.
Im Bundala Nationalpark ist eine artenreiche Flora mit ca. 383 verschiedenen Pflanzenarten zu finden. Es gibt dort Pflanzen wie Wasserlilien und Wasserhyazinthen, Akazienbäume, Ziziphus, Elefantenapfel (Limonia acidissima) und Zahnbürstenbaum (Salvadora persica).

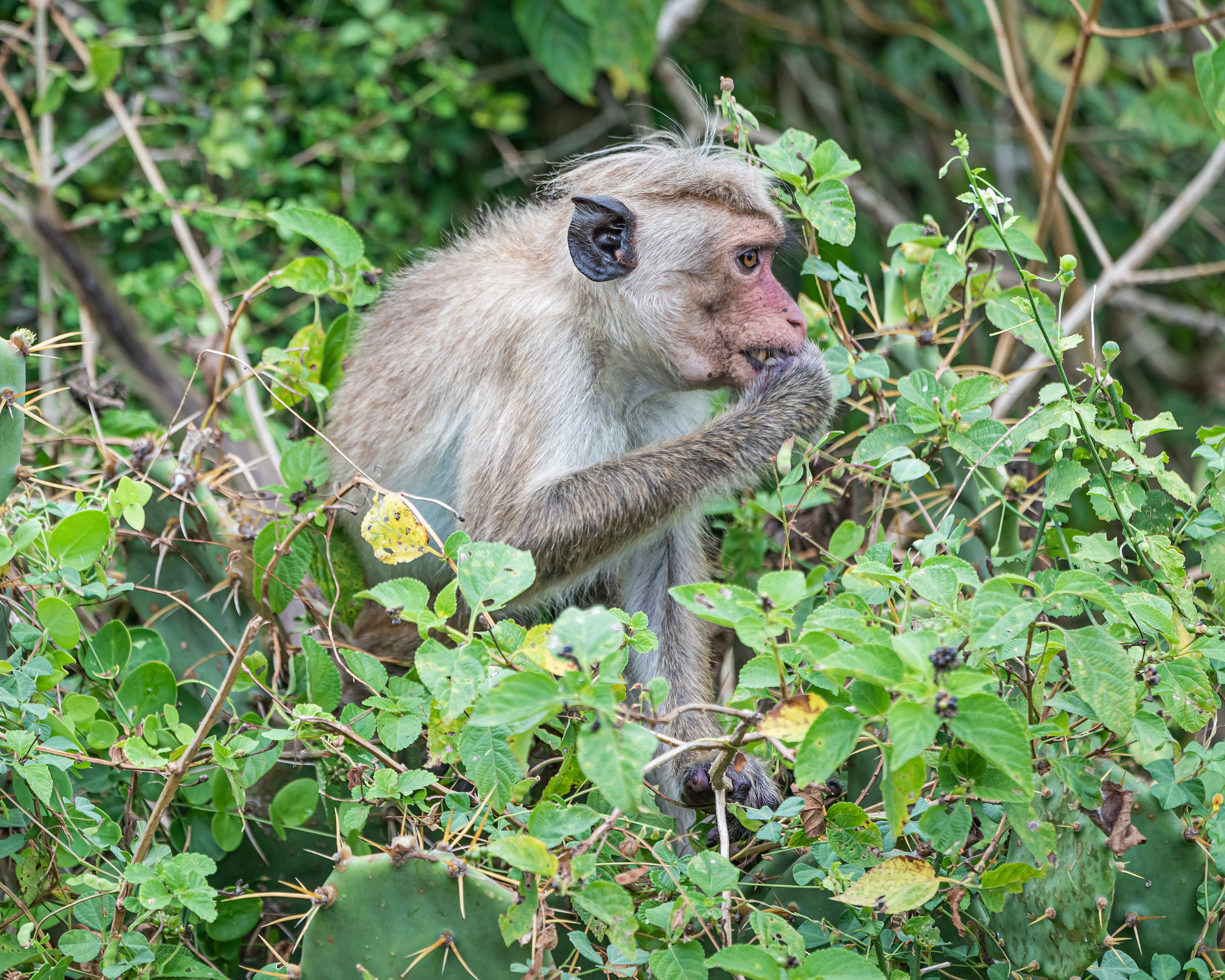
Ceylon-Hutaffe
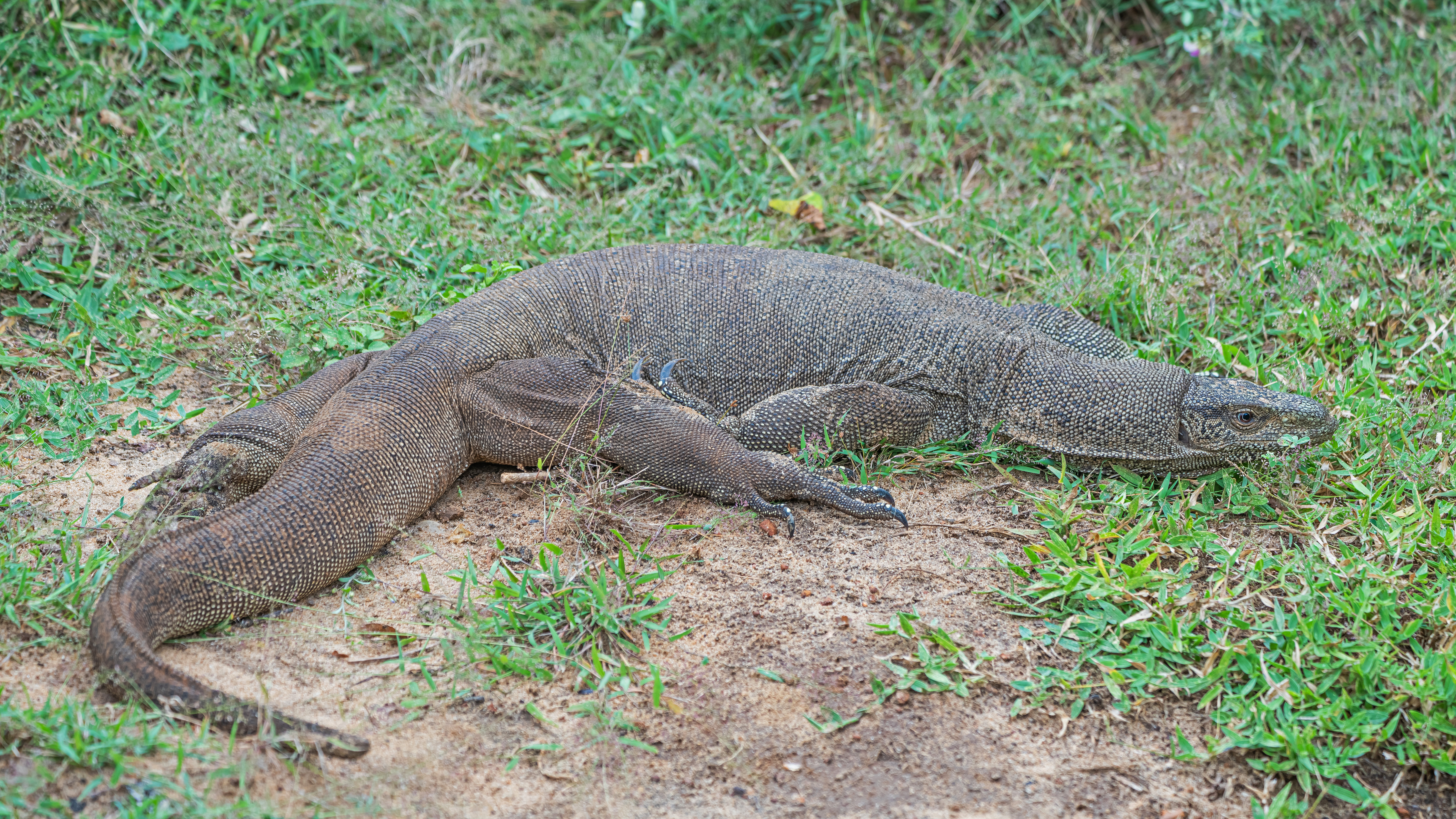
Bengalenwaran
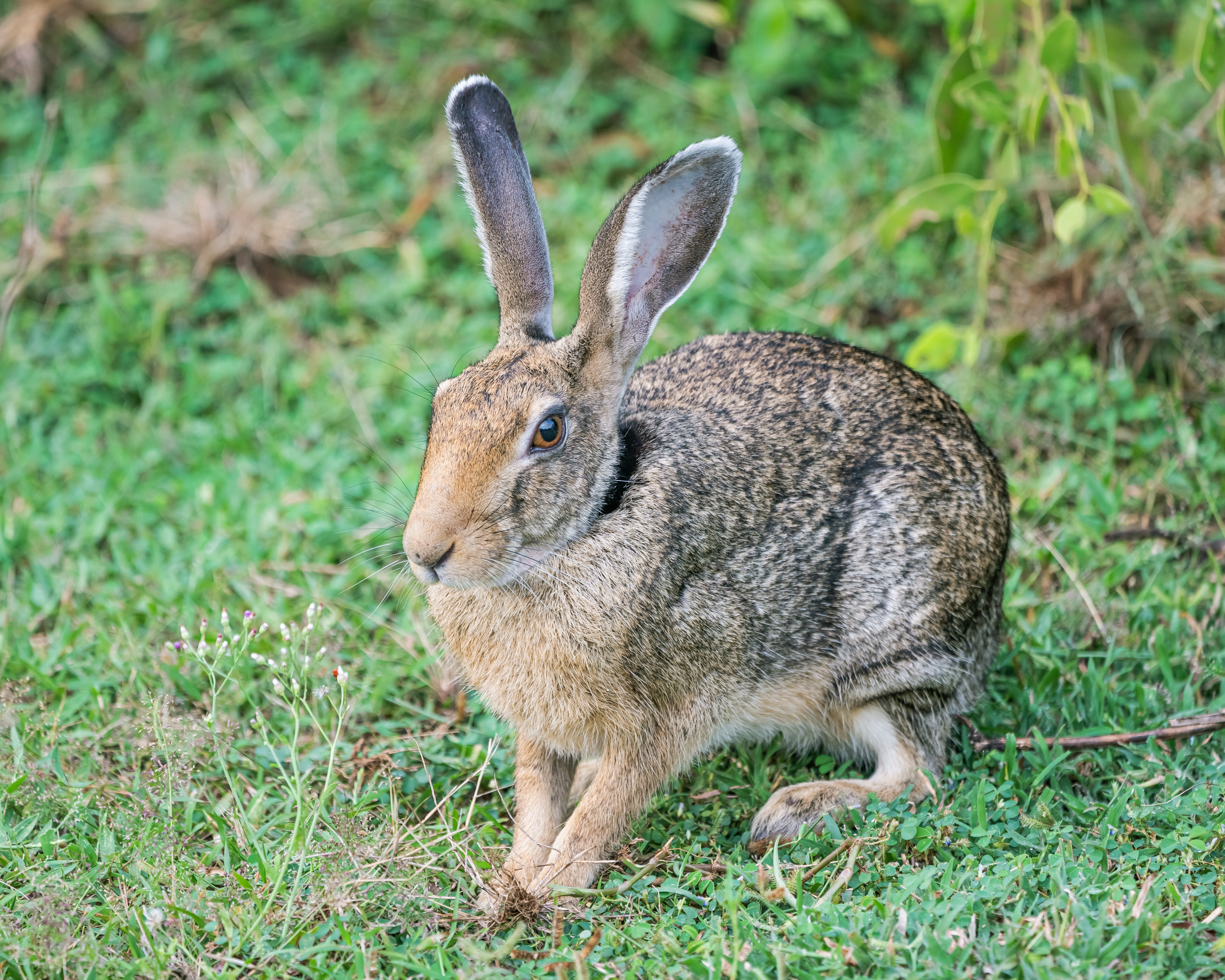
Schwarznackenhase
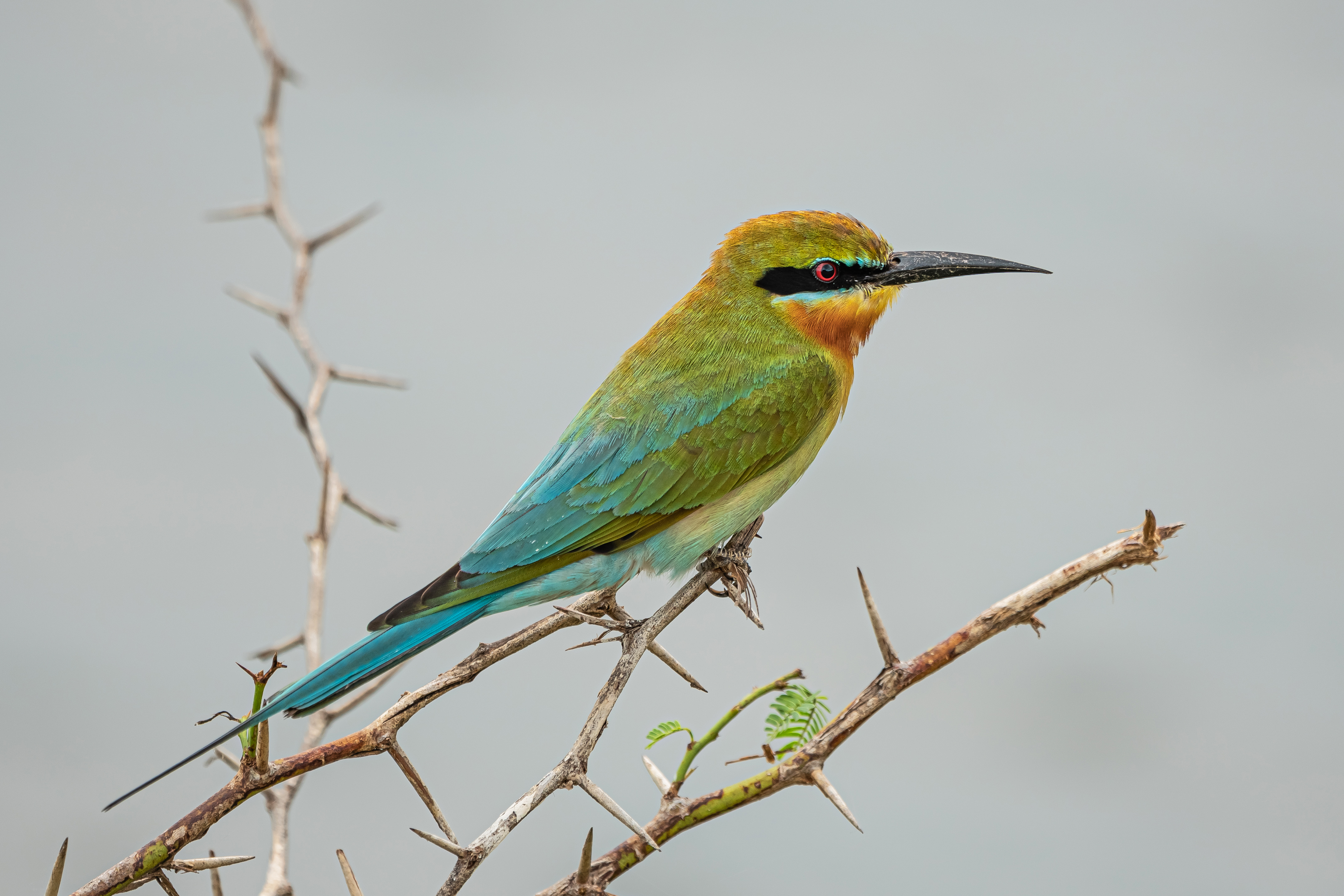
Blauschwanzspint
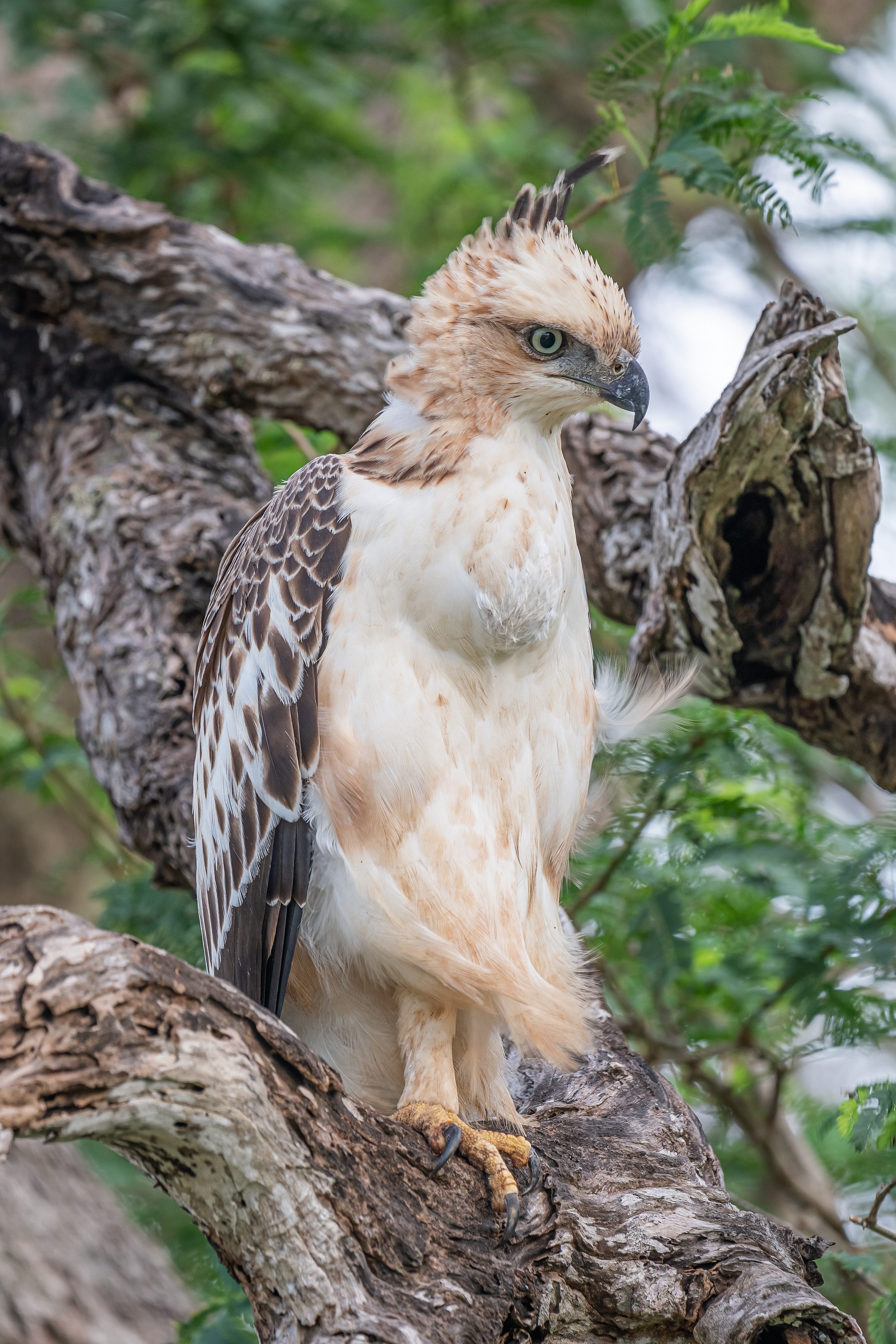
Haubenadler
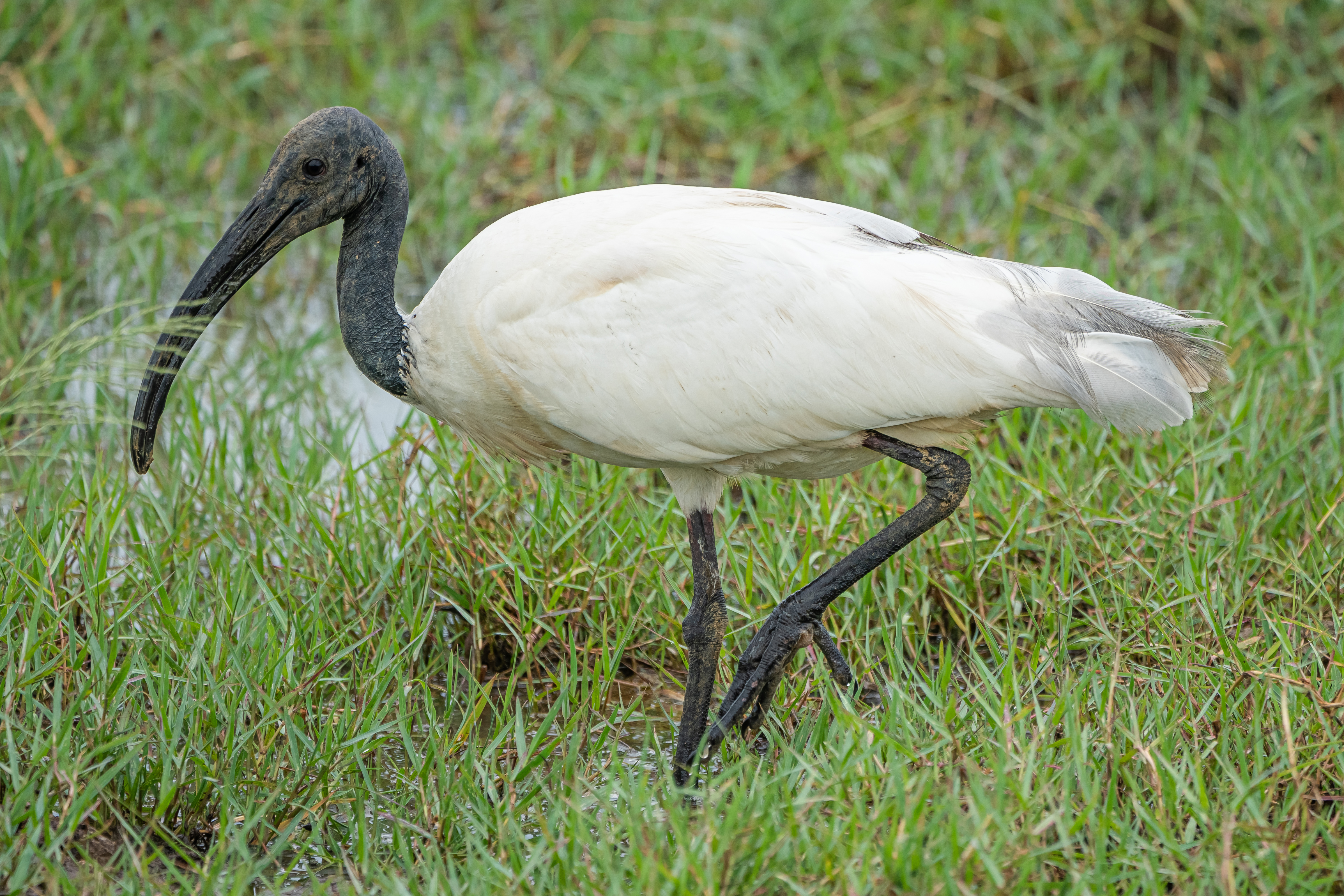
Schwarzkopfibis